# Колесникова, Наталья Александровна
Наталья Александровна Колесникова (24 января 1953 года, Чимкент) — советский и российский дирижёр, профессор, художественный руководитель камерного хора «Распев», Заслуженный деятель искусств Российской Федерации (1995).

## Биография
Родилась 24 января 1953 года в Чимкенте.  В раннем возрасте вместе с семьёй переехала в Барнаул, где начала петь в детском хоре Дворца пионеров, а затем в ансамбле «Юность». После окончания Барнаульского музыкального училища в 1974 году поступила в Новосибирскую государственную консерваторию им. М. И. Глинки. По окончании консерватории начала свою профессиональную деятельность на музыкально-педагогическом факультете Владимирского Государственного педагогического института, где в 1980 году организовала камерный хор.  За 1980 – 1982 годы подготовила 6 сольных программ, в том числе монографический концерт В. А. Моцарта с оркестром Владимирской областной филармонии. 
С 1982 года по 1985 проходила обучение в очной ассистентуре-стажировке Московского государственного музыкально-педагогического института им. Гнесиных по классу С. Д. Гусева. Концертно-исполнительскую практику проходила в Государственной академической русской хоровой капелле им. А. А. Юрлова.
После окончания ассистентуры-стажировки вернулась во Владимирский институт на кафедру хорового дирижирования и продолжила исполнительскую, педагогическую и общественную деятельность. Преподавала во Владимирском музыкальном училище.
Основатель Камерного хора «Распев» (1987).  Уже в 1989 году хор добился первого признания, став лауреатом Всероссийского конкурса академических хоров в Нижнем Новгороде «Поющая Россия».  «Распев» достойно представлял Россию - Международный фестиваль в Лланголлене (Северный Уэльс, 1991), Международный музыкальный фестиваль в Гастингсе (Великобритания, 1993), Международный хоровой фестиваль в Болгарии (1999).  Коллектив гастролирует в России и за ее пределами - Англия, Германия, Дания, Швейцария, Финляндия, Польша, Чехия.  Хор неоднократно выступал на престижных площадках России: Патриарший дворец, Оружейная палата Кремля, Храм Христа Спасителя, в Рахманиновском зале.  В 1998 году хор представлял г. Владимир на Международном фестивале «Славянский базар» в Витебске.
О творческой индивидуальности и таланте главного дирижёра и артистов хора свидетельствуют многочисленные рецензии, отзывы в ведущих СМИ: «Культуре», «Музыкальном Клондайке», «Музыкальном обозрении»; в местных органах печати: «Владимирских ведомостях», «Призыве», «Аргументах и фактах», «Молве» и других; записи на ТВ.
Инициатор Свиридовского музыкального фестиваля во Владимире.  По инициативе Натальи Александровны при поддержке департаментов образования и культуре администрации Владимирской области много лет осуществляется хоровой проект лекций-концертов «Встречи с прекрасным».  Концертно-просветительская миссия этой программы направлена на развитие и поддержку сельской культуры для школьников, учащихся их родителей, жителей городов, районов и сёл области.
Участник и член жюри многих престижных отечественных и зарубежных хоровых конкурсов и фестивалей.

## Награды и звания
- Почетное звание «Заслуженный деятель искусств Российской Федерации» (1995)[3]
- Кавалер ордена Союза Баварских солдат-ветеранов за вклад в развитие дружбы между народами Германии и России и звание Почетного члена окружного товарищества солдат-ветеранов округа Оберпфальц, Бавария (1996)
- Звание «Почетного члена Всероссийского музыкального общества» (2000)
- «Заслуженный деятель Всероссийского музыкального общества» (2002)
- Лауреат  областной премии в области культуры, искусства и литературы, учрежденной администрацией  Владимирской области (2000 год)
- Лауреат городской премии в области культуры, искусства и литературы, учрежденной администрацией города Владимира (2004)
- Орден Дружбы (2011)[4]
- Лауреат городской премии в области культуры, искусства и литературы, учрежденной администрацией города Владимира (2016)[5]
- Медаль Муромской епархии Русской православной церкви «Святого Благоверного князя Константина Муромского» III степени, в связи с 30-летием творческой деятельности хора (2017)
- Юбилейная медаль «800 лет со дня рождения Святого Благоверного князя Александра Невского», награждена митрополитом Владимирским и Суздальским (2021)
- Областной знак отличия Великого князя Андрея Боголюбского, указом Губернатора Владимирской области (2023)[6]
- Памятный знак «65 лет Российскому Союзу ветеранов» (2024)